# Lista de colaboradores frequentes de Tim Burton
Tim Burton é um cineasta, produtor, roteirista, desenhista, escritor e animador americano que frequentemente trabalha com certos atores e membros da equipe em vários projetos de direção de longas-metragens.
O músico Danny Elfman compôs a música para a maioria dos filmes de Burton, exceto Ed Wood (1994), Sweeney Todd: The Demon Barber of Fleet Street (2007) e Miss Peregrine's Home for Peculiar Children (2016). Ele também compôs a música para O Estranho Mundo de Jack (1993), animação em stop-motion que Burton coescreveu e produziu.

Os atores que colaboraram com Burton com mais frequência foram Johnny Depp (8 filmes), Helena Bonham Carter (7 filmes) e Michael Keaton, Christopher Lee e Michael Gough (5 filmes cada). Outros atores com quem Burton trabalhou repetidamente incluem Alan Arkin, Danny DeVito, Conchata Ferrell, Albert Finney, Carmen Filpi, Eva Green, Pat Hingle, Jan Hooks, Rance Howard, Jeffrey Jones, O-Lan Jones, Martin Landau, Lisa Marie, Jack Nicholson, Catherine O'Hara, Michelle Pfeiffer, Missi Pyle, Paul Reubens, Alan Rickman, Deep Roy, Winona Ryder, Diane Salinger, Glenn Shadix, Martin Short, Timothy Spall,  Terence Stamp, Sylvia Sidney, Christopher Walken, Frank Welker e Paul Whitehouse. 
O ator Jason Hervey apareceu no curta-metragem Frankenweenie (1984), antes de aparecer na estreia de Burton em direção de longas-metragens, Pee-wee's Big Adventure (1985).  O ator Vincent Price trabalhou com Burton em três projetos, apresentando o telefilme Hansel and Gretel (1983), narrando o curta-metragem Vincent (1982) e aparecendo no longa-metragem Edward Scissorhands (1990). As atrizes gêmeas Ada e Arlene Tai trabalharam com Burton como figurantes não creditadas em Ed Wood antes de serem escaladas como as gêmeas siamesas Ping e Jing em Big Fish (2003). Além de estrelar Beetlejuice (1988) e sua sequência, Edward Scissorhands, e dublar Frankenweenie (2012), Winona Ryder apareceu no videoclipe dirigido por Burton para o single "Here with Me" da banda The Killers em 2012.
Catherine O'Hara, Glenn Shadix e Paul Reubens deram as vozes para O Estranho Mundo de Jack (1993) depois de trabalharem com Burton em projetos live-action.
Christina Ricci foi a primeira atriz a se reunir com Burton para a televisão, aparecendo regularmente na série Wednesday (2022–presente) depois de estrelar Sleepy Hollow (1999). Da mesma forma, Jenna Ortega, a atriz principal da série, se juntou com Burton logo depois, estrelando Beetlejuice Beetlejuice (2024). 
Steve Buscemi também se reuniu com Burton como regular da série para a segunda temporada de Wednesday depois de aparecer em Big Fish, assim como Joanna Lumley depois de ter um papel de voz em Corpse Bride (2005).

## Elenco
| Ator/Produção        | 1985                    | 1988        | 1989   | 1990                | 1992           | 1994    | 1996          | 1999          | 2001               | 2003     | 2005                              | 2005         | 2007                                           | 2010                | 2012         | 2012          | 2014     | 2016                                        | 2019  | 2024                    |
| Ator/Produção        | Pee-wee's Big Adventure | Beetlejuice | Batman | Edward Scissorhands | Batman Returns | Ed Wood | Mars Attacks! | Sleepy Hollow | Planet of the Apes | Big Fish | Charlie and the Chocolate Factory | Corpse Bride | Sweeney Todd: The Demon Barber of Fleet Street | Alice in Wonderland | Dark Shadows | Frankenweenie | Big Eyes | Miss Peregrine's Home for Peculiar Children | Dumbo | Beetlejuice Beetlejuice |
| -------------------- | ----------------------- | ----------- | ------ | ------------------- | -------------- | ------- | ------------- | ------------- | ------------------ | -------- | --------------------------------- | ------------ | ---------------------------------------------- | ------------------- | ------------ | ------------- | -------- | ------------------------------------------- | ----- | ----------------------- |
| Alan Arkin           |                         |             |        | Sim                 |                |         |               |               |                    |          |                                   |              |                                                |                     |              |               |          |                                             | Sim   |                         |
| Helena Bonham Carter |                         |             |        |                     |                |         |               |               | Sim                | Sim      | Sim                               | Sim          | Sim                                            | Sim                 | Sim          |               |          |                                             |       |                         |
| Simmy Bow            | Sim                     | Sim         |        |                     |                |         |               |               |                    |          |                                   |              |                                                |                     |              |               |          |                                             |       |                         |
| Steven Brill         |                         |             |        | Sim                 | Sim            |         |               |               |                    |          |                                   |              |                                                |                     |              |               |          |                                             |       |                         |
| Tommy Bush           |                         |             |        |                     |                | Sim     | Sim           |               |                    |          |                                   |              |                                                |                     |              |               |          |                                             |       |                         |
| Johnny Depp          |                         |             |        | Sim                 |                | Sim     |               | Sim           |                    |          | Sim                               | Sim          | Sim                                            | Sim                 | Sim          |               |          |                                             |       |                         |
| Danny DeVito         |                         |             |        |                     | Sim            |         | Sim           |               |                    | Sim      |                                   |              |                                                |                     |              |               |          |                                             | Sim   | Sim                     |
| Adam Drescher        |                         |             |        |                     | Sim            | Sim     |               |               |                    |          |                                   |              |                                                |                     |              |               |          |                                             |       |                         |
| Conchata Ferrell     |                         |             |        | Sim                 |                |         |               |               |                    |          |                                   |              |                                                |                     |              | Sim           |          |                                             |       |                         |
| Carmen Filpi         | Sim                     | Sim         |        |                     |                | Sim     |               |               |                    |          |                                   |              |                                                |                     |              |               |          |                                             |       |                         |
| Albert Finney        |                         |             |        |                     |                |         |               |               |                    | Sim      |                                   | Sim          |                                                |                     |              |               |          |                                             |       |                         |
| Michael Gough        |                         |             | Sim    |                     | Sim            |         |               | Sim           |                    |          |                                   | Sim          |                                                | Sim                 |              |               |          |                                             |       |                         |
| Eva Green            |                         |             |        |                     |                |         |               |               |                    |          |                                   |              |                                                |                     | Sim          |               |          | Sim                                         | Sim   |                         |
| Garrick Hagon        |                         |             | Sim    |                     |                |         |               |               |                    |          | Sim                               |              |                                                |                     |              |               |          |                                             |       |                         |
| Pat Hingle           |                         |             | Sim    |                     | Sim            |         |               |               |                    |          |                                   |              |                                                |                     |              |               |          |                                             |       |                         |
| Jan Hooks            | Sim                     |             |        |                     | Sim            |         |               |               |                    |          |                                   |              |                                                |                     |              |               |          |                                             |       |                         |
| Rance Howard         |                         |             |        |                     |                | Sim     | Sim           |               |                    |          |                                   |              |                                                |                     |              |               |          |                                             |       |                         |
| Jeffrey Jones        |                         | Sim         |        |                     |                | Sim     |               | Sim           |                    |          |                                   |              |                                                |                     |              |               |          |                                             |       |                         |
| O-Lan Jones          |                         |             |        | Sim                 |                |         | Sim           |               |                    |          |                                   |              |                                                |                     |              |               |          | Sim                                         |       |                         |
| Michael Keaton       |                         | Sim         | Sim    |                     | Sim            |         |               |               |                    |          |                                   |              |                                                |                     |              |               |          |                                             | Sim   | Sim                     |
| Stuart Lancaster     |                         |             |        | Sim                 | Sim            |         |               |               |                    |          |                                   |              |                                                |                     |              |               |          |                                             |       |                         |
| Martin Landau        |                         |             |        |                     |                | Sim     |               | Sim           |                    |          |                                   |              |                                                |                     |              | Sim           |          |                                             |       |                         |
| Christopher Lee      |                         |             |        |                     |                |         |               | Sim           |                    |          | Sim                               | Sim          |                                                | Sim                 | Sim          |               |          |                                             |       |                         |
| Lisa Marie           |                         |             |        |                     |                | Sim     | Sim           | Sim           | Sim                |          |                                   |              |                                                |                     |              |               |          |                                             |       |                         |
| Jack Nicholson       |                         |             | Sim    |                     |                |         | Sim           |               |                    |          |                                   |              |                                                |                     |              |               |          |                                             |       |                         |
| Catherine O'Hara     |                         | Sim         |        |                     |                |         |               |               |                    |          |                                   |              |                                                |                     |              | Sim           |          |                                             |       | Sim                     |
| Jessica Oyelowo      |                         |             |        |                     |                |         |               | Sim           |                    |          |                                   |              |                                                | Sim                 |              |               |          |                                             |       |                         |
| Sarah Jessica Parker |                         |             |        |                     |                | Sim     | Sim           |               |                    |          |                                   |              |                                                |                     |              |               |          |                                             |       |                         |
| Michelle Pfeiffer    |                         |             |        |                     | Sim            |         |               |               |                    |          |                                   |              |                                                |                     | Sim          |               |          |                                             |       |                         |
| Philip Philmar       |                         |             |        |                     |                |         |               |               |                    |          | Sim                               |              | Sim                                            |                     |              |               |          | Sim                                         | Sim   | Sim                     |
| Missi Pyle           |                         |             |        |                     |                |         |               |               |                    | Sim      | Sim                               |              |                                                |                     |              |               |          |                                             |       |                         |
| Paul Reubens         | Sim                     |             |        |                     | Sim            |         |               |               |                    |          |                                   |              |                                                |                     |              |               |          |                                             |       |                         |
| Alan Rickman         |                         |             |        |                     |                |         |               |               |                    |          |                                   |              | Sim                                            | Sim                 |              |               |          |                                             |       |                         |
| Deep Roy             |                         |             |        |                     |                |         |               |               | Sim                | Sim      | Sim                               | Sim          |                                                |                     |              |               |          |                                             |       |                         |
| Winona Ryder         |                         | Sim         |        | Sim                 |                |         |               |               |                    |          |                                   |              |                                                |                     |              | Sim           |          |                                             |       | Sim                     |
| Diane Salinger       | Sim                     |             |        |                     | Sim            |         |               |               |                    |          |                                   |              |                                                |                     |              |               |          |                                             |       |                         |
| Glenn Shadix         |                         | Sim         |        |                     |                |         |               |               | Sim                |          |                                   |              |                                                |                     |              |               |          |                                             |       |                         |
| Martin Short         |                         |             |        |                     |                |         | Sim           |               |                    |          |                                   |              |                                                |                     |              | Sim           |          |                                             |       |                         |
| Sylvia Sidney        |                         | Sim         |        |                     |                |         | Sim           |               |                    |          |                                   |              |                                                |                     |              |               |          |                                             |       |                         |
| Timothy Spall        |                         |             |        |                     |                |         |               |               |                    |          |                                   |              | Sim                                            | Sim                 |              |               |          |                                             |       |                         |
| Terence Stamp        |                         |             |        |                     |                |         |               |               |                    |          |                                   |              |                                                |                     |              |               | Sim      | Sim                                         |       |                         |
| Philip Tan           |                         |             | Sim    |                     |                |         |               |               | Sim                |          |                                   |              |                                                |                     |              |               |          |                                             |       |                         |
| Harry Taylor         |                         |             |        |                     |                |         |               |               |                    |          | Sim                               |              | Sim                                            | Sim                 | Sim          |               |          | Sim                                         | Sim   |                         |
| Christopher Walken   |                         |             |        |                     | Sim            |         |               | Sim           |                    |          |                                   |              |                                                |                     |              |               |          |                                             |       |                         |
| Frank Welker         |                         |             |        |                     |                |         | Sim           |               |                    |          |                                   |              |                                                | Sim                 |              | Sim           |          |                                             |       |                         |
| Paul Whitehouse      |                         |             |        |                     |                |         |               |               |                    |          |                                   | Sim          |                                                | Sim                 |              |               |          |                                             |       |                         |
| Biff Yeager          |                         |             |        | Sim                 | Sim            | Sim     |               |               |                    |          |                                   |              |                                                |                     |              |               |          |                                             |       |                         |

## Equipe de produção

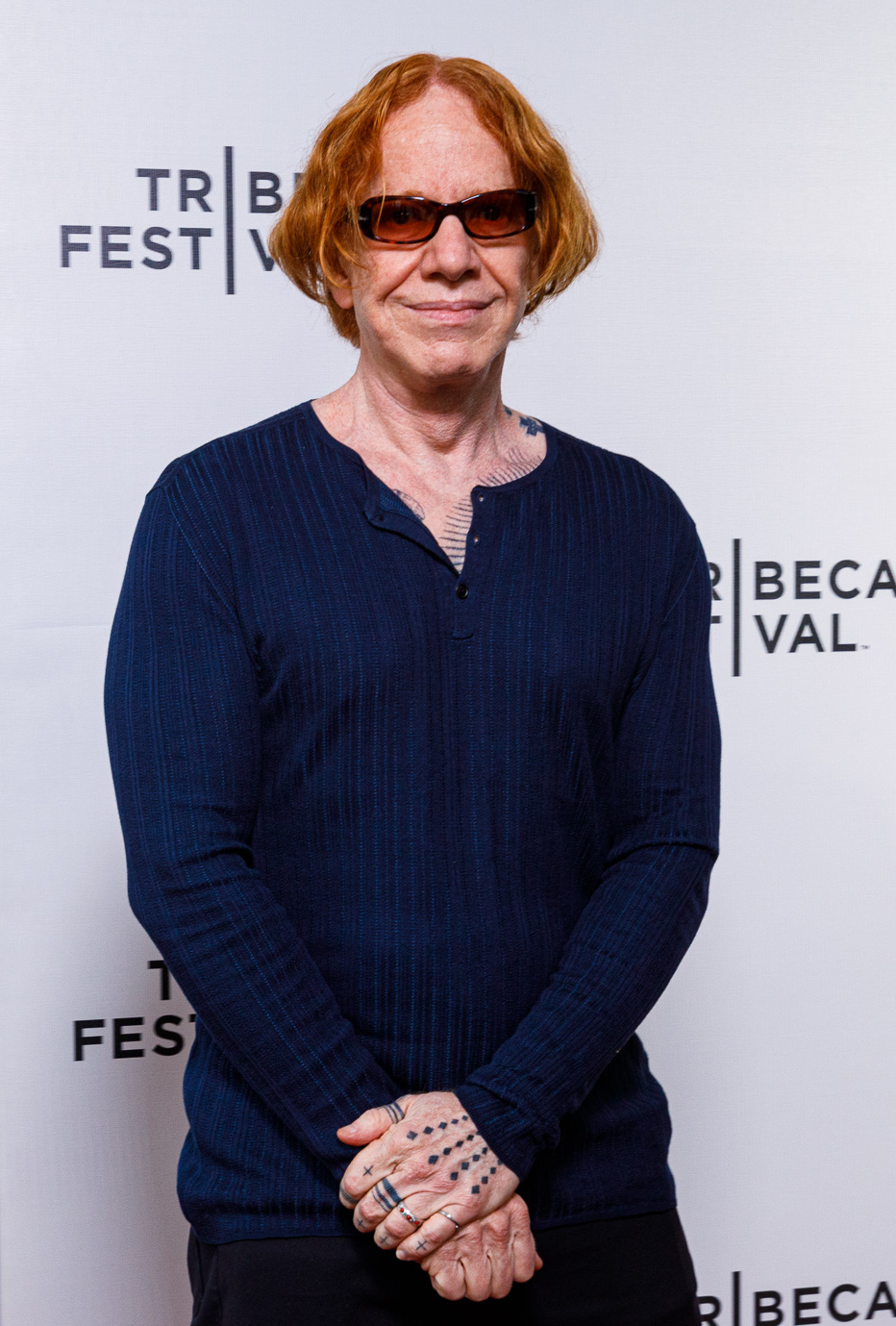
O músico Danny Elfman em 2022. Elfman compôs a trilha sonora da maior parte dos filmes de Burton.

Burton também trabalha frequentemente com certos membros da equipe em múltiplos projetos de direção. Isso inclui os roteiristas Warren Skaaren, Caroline Thompson, John August, Scott Alexander e Larry Karaszewski, Seth Grahame-Smith e Alfred Gough & Miles Millar, os produtores Denise Di Novi, Allison Abbate, Richard D. Zanuck e Derek Frey, o compositor Danny Elfman, o compositor/supervisor musical/produtor musical/editor Mike Higham, a figurinista Colleen Atwood, os designers de produção Bo Welch, Alex McDowell e Rick Heinrichs, os diretores de fotografia Stefan Czapsky, Philippe Rousselot, Dariusz Wolski e Bruno Delbonnel, os maquiadores Ve Neill, Stan Winston e Rick Baker e o editor/produtor executivo Chris Lebenzon. Burton trabalhou com o diretor Henry Selick em The Nightmare Before Christmas (1993) e James and the Giant Peach (1996), o primeiro dos quais Burton coescreveu. Ele também trabalhou com o colega produtor/diretor Timur Bekmambetov e o produtor Jim Lemley em 9 (2009) e Abraham Lincoln: Vampire Hunter (2012), para o qual Bekmambetov também atuou como diretor. Burton também colaborou com os fabricantes de marionetes Mackinnon & Saunders três vezes: uma tentativa fracassada em Mars Attacks!, Corpse Bride e Frankenweenie.